# Ardabil
Ardabil (perzijsko اردبیل; , azerbajdžansko Ərdəbil)  je mesto v provinci Ardabil v severozahodnem Iranu. Je glavno mesto province, okrožja in okraja. Uradni jezik je perzijščina, tako kot v preostalem Iranu, večinski jezik pa je azerbajdžanščina.
Po popisu prebivalstva leta 2022 je imel Ardabil 588.000 prebivalcev, celo okrožje pa 588.000, večinoma šiitskih muslimanov.
Ardabil je znan po trgovini s svilo in preprogami. Starodavne ardabilske preproge veljajo za najboljše od klasičnih perzijskih preprog. V Ardabilu so sklop svetišč in grobnic šejka Safija al-Dina, svetišče in grobnica šejka Safija ad-Dina in grobnica Ismaila I., ustanovitelja Safavidskega cesarstva, ki so del Unescove svetovne dediščine. 

## Etimologija
Ime Ardabil izhaja iz avestanskega artavil ali artavila, kar pomeni "sveto mesto".

## Zgodovina
Predislamska zgodovina Ardabila je nejasna. Muslimanski zgodovinarji pripisujejo ustanovitev Ardabila sasanidskemu kralju kraljev Perozu I. (v.  459–484), ki ga je poimenoval Šad Peroz ali Šahram Peroz. Mesto je morda istovetno mestu, v katerem je bila  sasanidska kovnica, v srednjeperzijščini znana kot ATRA. Med arabskim osvajanjem Irana je bil Ardabil sedež marzbana (mejnega grofa), ki se je strinjal, da se bo predal Arabcem v zameno za to, da bodo prebivalci Ardabila lahko nadaljevali s svojimi verskimi obredi v templju ognja Šiz (današnji Takht-e Solayman).
Zaradi bližine Kavkaza je bil Ardabil pogosta tarča napadov kavkaških hribovcev in prebivalcev step severno od Kavkaza. Leta 730–731 so Hazari vdrli skozi Alanska vrata ter premagali in ubili arabskega guvernerja Armenije al-Džaraha ibn Abdalaha. Spopad je potekal na ravnini pred Ardabilom. Mesto so po bitko zasedli Hazari, ki so nato prodrli do Dijar Bakra in al-Džazire, preden jih je odbil omajadski princ Maslama ibn Abd al-Malik (u. 738). Po besedah arabskega geografa Al Mukadasija (u. 991) se je okoli Ardabila govorilo "sedemdeset jezikov",  kar se najverjetneje nanaša na različna narečja azarskega jezika.
Leta 1209 je Ardabil oplenila ponovno oživljena Kraljevina Gruzija in menda ubila 12.000 prebivalcev. Ardabil je kasneje zdržal dva napada Mongolov, potem pa so ga le-ti leta 1220 končno uspeli opleniti. Mesto si je opomoglo in doseglo še večji razcvet kot prej, čeprav je bil takrat vodilno mesto v azerbajdžanski regiji Tabriz in v kasnejšem Ilkanatu Sultanija.
Safavidski kralj Ismail I., rojen v Ardabilu, je prav tu začel svojo kampanjo za nacionalizacijo iranske vlade in zemlje, vendar je leta 1501 za svojo prestolnico razglasil Tabriz.  Ardabil je kljub temu  ostal tako politično kot gospodarsko pomembno mesto  vse do danes. Zaradi bližine meje so ga med pogostimi osmansko-perzijskimi vojnami med letoma 1514 in 1722  pogosto plenili Osmani. To se je zgodilo tudi med prvo svetovno vojno leta 1915, ko so Osmani napadli sosednji Iran. 
V zgodnjem kadžarskem obdobju je bil guverner Ardabila prestolonaslednik Abas Mirza, sin takratnega šaha Fath Ali Šaha Kadžarja (vladal 1797–1834). Ker so Rusi med rusko-perzijsko vojno 1804–1813 oplenili Ardabil in  vztrajno napredovali na iransko ozemlje na Kavkazu, je Abas Mirza ukazal Napoleonovemu generalu  Gardaneju, ki je bil v kadžarski službi, naj utrdi mestno obzidje. Med naslednjo in zadnjo rusko-perzijsko vojno 1826–1828 so v mesto kljub temu vdrle ruske čete in ga začasno zasedle. Obsežno in  znano mestno knjižnico Safi-ad-dina Ardabilija je general Ivan Fjodorovič Paskevič z obljubo, da jo bo prenesel na varno, dokler se ne vrne, odnesel v Sankt Peterburg. Obljube ni nikoli izpolnil.
Po rusko-perzijskih vojnah je Iran v skladu s Turkmančajskim sporazumom leta 1828 odstopil Rusiji svoja ozemlja na Kavkazu. Posledično se je Ardabil znašel le 40 kilometrov od novo začrtane meje in postal gospodarsko še pomembnejši kot postaja na glavni karavanski poti, po kateri se je evropsko blago iz Rusije tovorilo v Iran.
Leta 1872 je Ardabil obiskal nemški diplomat Max von Thielmann in v svoji knjigi, izdani leta 1875, opozoril na obsežno dejavnost na mestnem bazarju, pa tudi na prisotnost številnih tujcev. Ocenil je, da ima mesto okoli 20.000 prebivalcev. Med zgodnjo iransko ustavno revolucijo je Ardabil skupaj z drugimi iranskimi mesti zasedla Rusija in ga obdržala do končnega razpada Ruskega imperija leta 1917.

## Demografija
Leta 2006 je bilo v mestu 412.669 prebivalcev v 32.386 gospodinjstvih. Do leta 2011 se je šrtevilo prebivalcev povečalo 482.632 ljudi v 134.715 gospodinjstvih in do leta 2016 na 529.374 prebivalcev v 158.627 gospodinjstvih. 
Večino mestnega prebivalstva tvorijo Iranski Azerbajdžanci. Večinski pogovorni jezik azerbajdžanščina.